# 哈里森·索尔兹伯里

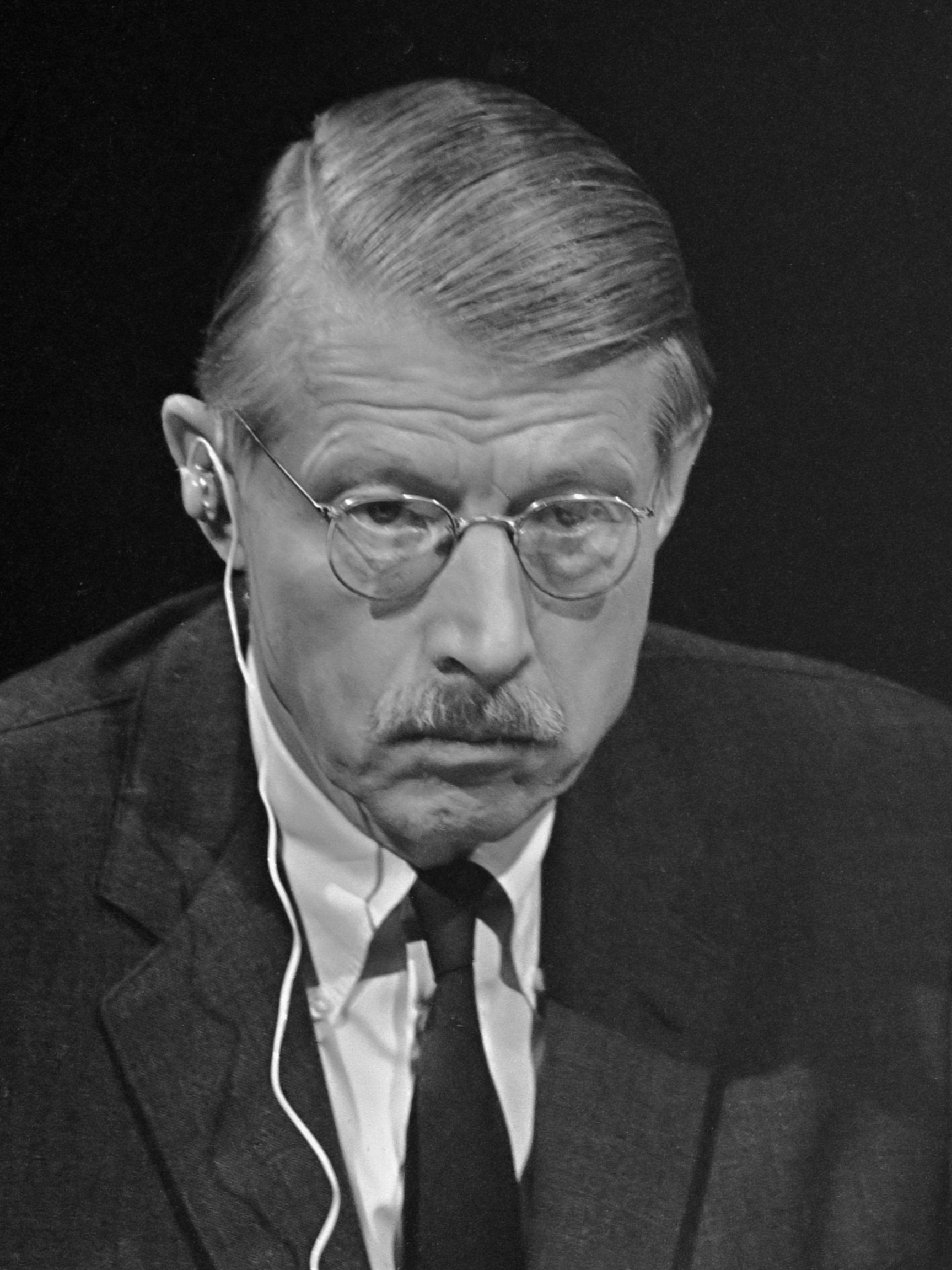
1967年的哈里森·索尔兹伯里

哈里森·埃文斯·索尔兹伯里（英語：Harrison Evans Salisbury，1908年11月14日—1993年7月5日）, 美国记者，也是第二次世界大战后第一个被派往莫斯科的《纽约时报》记者。

## 个人事迹
索尔兹伯里出生在明尼苏达州的明尼阿波利斯。他于1925年毕业于明尼阿波利斯的北部社区高中，1930年从明尼苏达大学毕业。
他在合众国际社工作了近20年，其中大部分时间都在海外，在二战的最后两年里，他是合众国际社的外国编辑。此外，他在1949年至1954年任《纽约时报》莫斯科分社社长。索尔兹伯里一直在与苏联的审查制度斗争，并在1955年获得了普利策国际报道奖。他还两次（1957年和1966年）获得了乔治·波尔克奖中的外国报道奖。
在20世纪60年代，他报道了美国南部日益增长的非裔美国人民权运动。从那以后，他指导了《纽约时报》1963年肯尼迪遇刺案的报道。1970年，他创建了《纽约时报》的专栏，并于1964年至1972年担任助理主编，1972年至1973年担任副主编。1973年，他从《纽约时报》退休。
索尔兹伯里是最早反对越南战争的新闻记者之一，1966年他在北越进行过报道，反对越南战争。由于他和约翰逊政府政见不同，因此他承受了巨大的压力，但是他之前的标准在客观上帮助动摇了新闻舆论对战争的看法。他在反越战纪录片《猪年》（英文名：In the Year of the Pig）中接受了采访。他还是第一个报道越南战争的美国记者，并在1966年被北越政府邀请到越南。他的报道是第一个真正质疑美国空战诸多细节的报道。
索尔兹伯里在中华人民共和国进行过广泛报道，他曾以76岁高龄跋涉1万多公里，完成对红军长征的寻访，并于1986年出版了《长征：前所未闻的故事》，成为继斯诺《红星照耀中国》之后，又一部介绍红军长征的西方书籍。1989年，他目睹了政府对天安门广场学生示威活动的镇压，此后他对中华人民共和国政府有所批评，但在邓小平南巡之后，又改变了先前的看法。
索尔兹伯里是一名鹰级童军，也是美国童子军杰出童子军奖的获得者。 在1990年,他获得了伊斯基亚国际新闻奖。
1993年7月5日，索尔兹伯里死于罗德岛州普罗维登斯。

## 著作
其于一生中共有29部著作。
- 《American in Russia》（1955）
- 《Behind the Lines—Hanoi》（1967）
- 《The Shook-Up Generation》（1958）
- 《Orbit of China》（1967）
- 《War Between Russia and China》（1969）
- 《The 900 Days: The Siege of Leningrad》（1969）（曾在1989年被意大利导演赛尔乔·莱翁内改编为一部电影。）
- 《To Peking and Beyond: A Report on the New Asia》（1973）
- 《The Gates of Hell》（1975）
- 《Black Night, White Snow: Russia's Revolutions 1905-1917》（1978）
- 《Without Fear or Favor: The New York Times and Its Times》（1980）
- 《Journey For Our Times》（自传）（1983）
- 《China: 100 Years of Revolution》（1983）
- 《The Long March: The Untold Story》（中译《长征：前所未闻的故事》）(1985)
- 《Tiananmen Diary: Thirteen Days in June》(1989)
- 《The New Emperors: China in the Era of Mao and Deng》(1992)
- 《Heroes of My Time》(1993)